# Gaio Valerio Levino
Gaio Valerio Levino (latino:Caius Valerius Laevinus) (fl. II secolo a.C.) è stato un politico, militare della Repubblica romano.

## Biografia
Figlio del console Marco Valerio Levino, era inoltre fratellastro del console Marco Fulvio Nobiliore, avendo la stessa madre.
Quando Marco Fulvio Nobiliore fu eletto console nel 189 a.C., Levino lo seguì nelle campagne militari e nell'assedio di Ambracia, dove gli esponenti della lega etolica, visti i loro legami con il padre e la famiglia di Levino, lo scelsero come intermediario per allacciare rapporti con il console. Quest'ultimo acconsentì alla mediazione di Levino, garantendo agli abitanti di Ambracia ed alla lega etolica conditioni estremamente vantaggiose, inviandolo a Roma con la delegazione avversaria, così che Levino potesse fare in moco che sia il Senato che la popolazione di Roma fossero favorevoli agli accordi già presi.
Nel 179 a.C. Levino fu uno dei quattro pretori scelti con la lex Bebia e gli fu data la Sardegna come provincia.
Nel 176 a.C. morì improvvisamente il console Gneo Cornelio Scipione Ispallo; Gaio Valerio Levino fu scelto dal Senato come console suffetto e, solo dopo tre giorni dalla nomina, si portò in Liguria per prendere il comando delle sue legioni. Riuscì a trionfare sui Liguri solo l'anno successivo (175 a.C.).
Nel 169 a.C. si presentò come candidato alla censura, senza però essere eletto.